# Барон Бетел
Барон Бетелл из Ромфорда в графстве Эссекс — наследственный титул в системе Пэрства Соединённого королевства. Он был создан 23 ноября 1922 года для британского банкира и либерального политика, сэра Джона Бетелла, 1-го баронета (1861—1945). Ранее он заседал в Палате общин Великобритании от Ромфорда (1906—1918) и Северного Ист-Хэма (1918—1922). 26 июня 1911 года для него уже был создан титул баронета из Ромфорда в графстве Эссекс. Баронский титул передавался от отца к сыну до ранней смерти в 1967 году Гая Энтони Джона Бетелла, 3-го барона Бетелла (1928—1967). Его сменил его двоюродный брат, Николас Уильям Бетелл, 4-й барон Бетелл (1938—2007). Он был сыном достопочтенного Уильяма Гладстона Бетелла, третьего сына 1-го барона Бетелла. 4-й лорд Бетелл был историком и консервативным политиком. В 1979—1994 и 1999—2004 годах он избирался депутатом Европейского Парламента.
По состоянию на 2023 год носителем титула являлся его старший сын, Джеймс Николас Бетелл, 5-й барон Бетелл (род. 1967), который сменил своего отца в 2007 году.

## Бароны Бетелл (1922)
- 1922—1945: Джон Генри Бетелл, 1-й барон Бетелл (23 сентября 1861 — 27 мая 1945), сын Джорджа Бетелла (1833—1908)[1];
- 1945—1965: Джон Рэймонд Бетелл, 2-й барон Бетелл (23 октября 1902 — 30 сентября 1965), второй сын предыдущего[2];
- 1965—1967: Гай Энтони Джон Бетелл, 3-й барон Бетелл (17 марта 1928 — 2 декабря 1967), единственный сын предыдущего[3];
- 1967—2007: Николас Уильям Бетелл, 4-й барон Бетелл (19 июля 1938 — 8 сентября 2007), единственный сын достопочтенного Уильяма Гладстона Бетелла (1904—1964), двоюродный брат предыдущего[4];
- 2007 — настоящее время: Джеймс Николас Бетелл, 5-й барон Бетелл (род. 1 октября 1967), старший сын предыдущего от первого брака[5];
  - Наследник титула: достопочтенный Джейкоб Бетелл (род. 2006), единственный сын предыдущего[6].